# Javier Velaza Frías
Javier Velaza Frías (Castejón, Navarra, 1963) es un filólogo clásico, poeta y escritor español.
Se doctoró en Filología Clásica en la Universidad Autónoma de Barcelona en 1990 y en 1991 se trasladó a la Universidad de Barcelona, donde es catedrático de Filología Latina desde 2010. Desde 2017 es decano de la Facultad de Filología de la Universidad de Barcelona.
Es especialista en epigrafía romana, lenguas paleohispánicas, literatura clásica y transmisión de textos, entre otros temas. Ha publicado veinte libros y más de doscientos artículos en editoriales y revistas internacionales. Ha dirigido varios proyectos de investigación y redes de equipos y ha organizado congresos y reuniones científicas internacionales. Forma parte del gremio de editores del Corpus Inscriptionum Latinarum II2 y es redactor de los Monumenta Linguarum Hispanicarum. Es investigador principal del Grupo de investigación Littera (Laboratorio para la investigación y tratamiento de textos epigráficos romanos y antiguos) e investigador del proyecto Hesperia. En 2003 recibió la Distinción de Investigación de la Generalidad de Cataluña y desde 2014 es miembro correspondiente del Instituto Arqueológico Alemán.
Como poeta ha publicado Mal de amores y latines (Premio Àngel Urrutia, Pamplona 1996), De un dios bisoño (Premio José Hierro, San Sebastián de los Reyes 1998), Los arrancados (Lumen, Barcelona 2002), Enveses (Premio Valencia, Hiperión, Madrid 2018), De mudanzas y El campamento de los aqueos (XLII Premio Internacional de Poesía Ciudad de Melilla, Visor, Madrid 2022).
Colabora habitualmente como crítico literario y de música clásica y ópera en varios medios de comunicación.
En 2022 colaboró en la transcripción e interpretación del texto en la Mano de Irulegui.

## Premios
- Premio Tiflos de Poesía, 2020, por la obra De mudanzas.

- Premio Internacional de Poesía Ciudad de Melilla, 2020, por la obra El campamento de los aqueos.
- Premio Loewe de Poesía, 2024, por la obra Las ignorancias.